# Lope Ferrench de Luna
Lope Ferrench de Luna va ser un cavaller aragonès del llinatge dels Luna. 2n Senyor de Luna. Era fill de Bacalla de Luna i de Sanxa Martínez. Es casà amb Urraca amb qui concebé a Pero López de Luna, que fou el tercer Senyor de Luna. Segons diu la Crònica de Sant Joan de la Penya va lluitar en la batalla d'Alcoraz.